# Norrort, Skövde
Norrort är ett stadsdelsområde som ligger norr och nordväst om Skövde innerstad. Till norrort hör Lunden, Ulveket och förorterna Ryd (Södra och Norra), Stöpen och Väring.Norrort begränsas i söder av riksväg 26 ( östraleden) 

## Källa
- Skövde kommun, kommunguiden.